# Fábrica Oliva
Oliva foi uma fábrica de produção metalúrgica localizada em São João da Madeira, no distrito de Aveiro, em Portugal. Esta Fábrica foi reconhecida internacionalmente devido à criação da máquina de costura Oliva e ao inovador plano de comercialização que envolvia a criação de vários pontos de venda espalhados por Portugal.

## História
Em 28 abril 1925 foi fundada por António José Pinto de Oliveira a empresa Indústrias A.J. Oliveira, Filhos  & Cª. Ldª que baseava-se na indústria da fundição, serralharia, serração e carpintaria mecânica, e que mais tarde acabou por ficar a ser reconhecida por Oliva depois de apresentar as sua máquina de costura chamada Oliva.

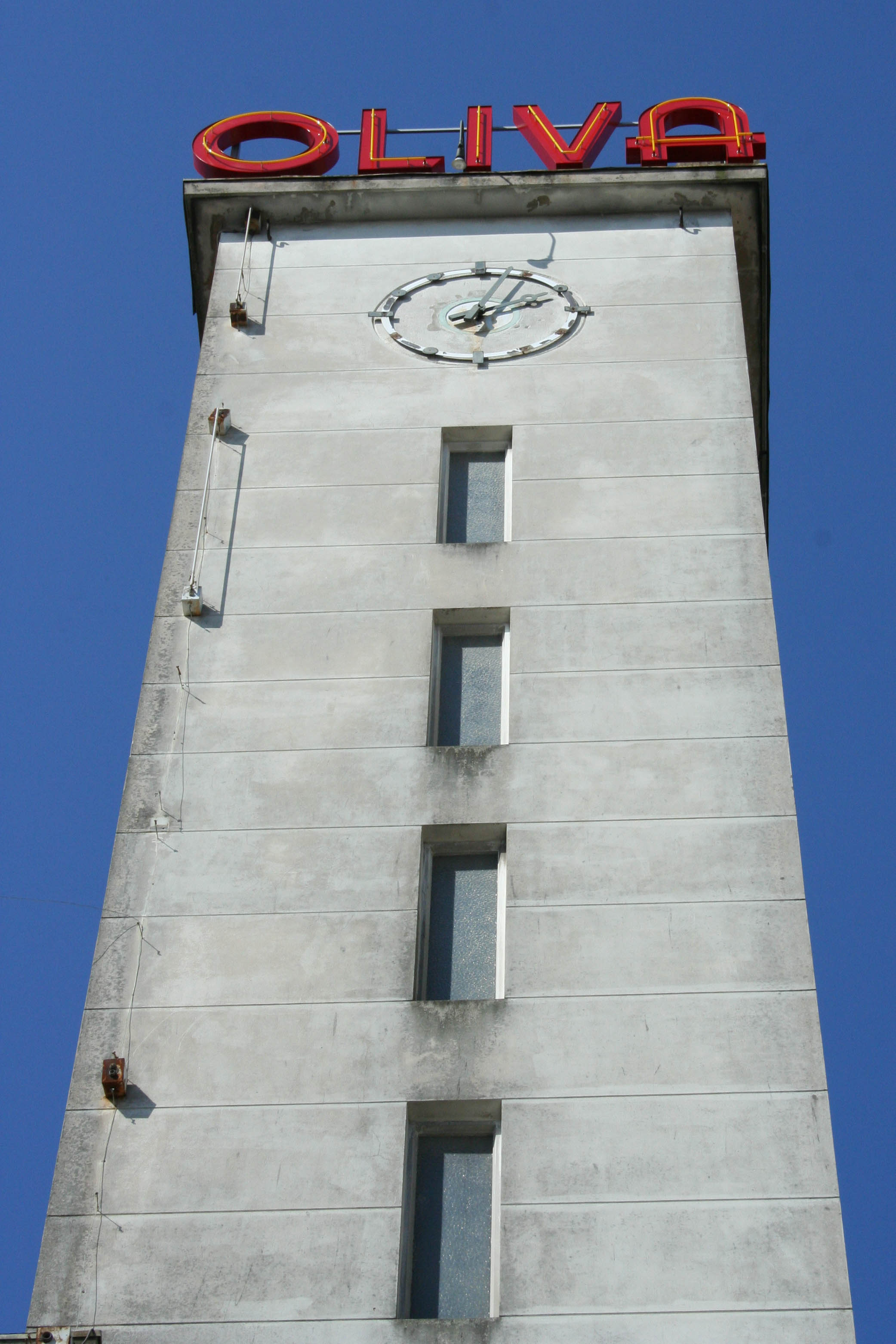
Torre do relógio que constitui o edifício administrativo

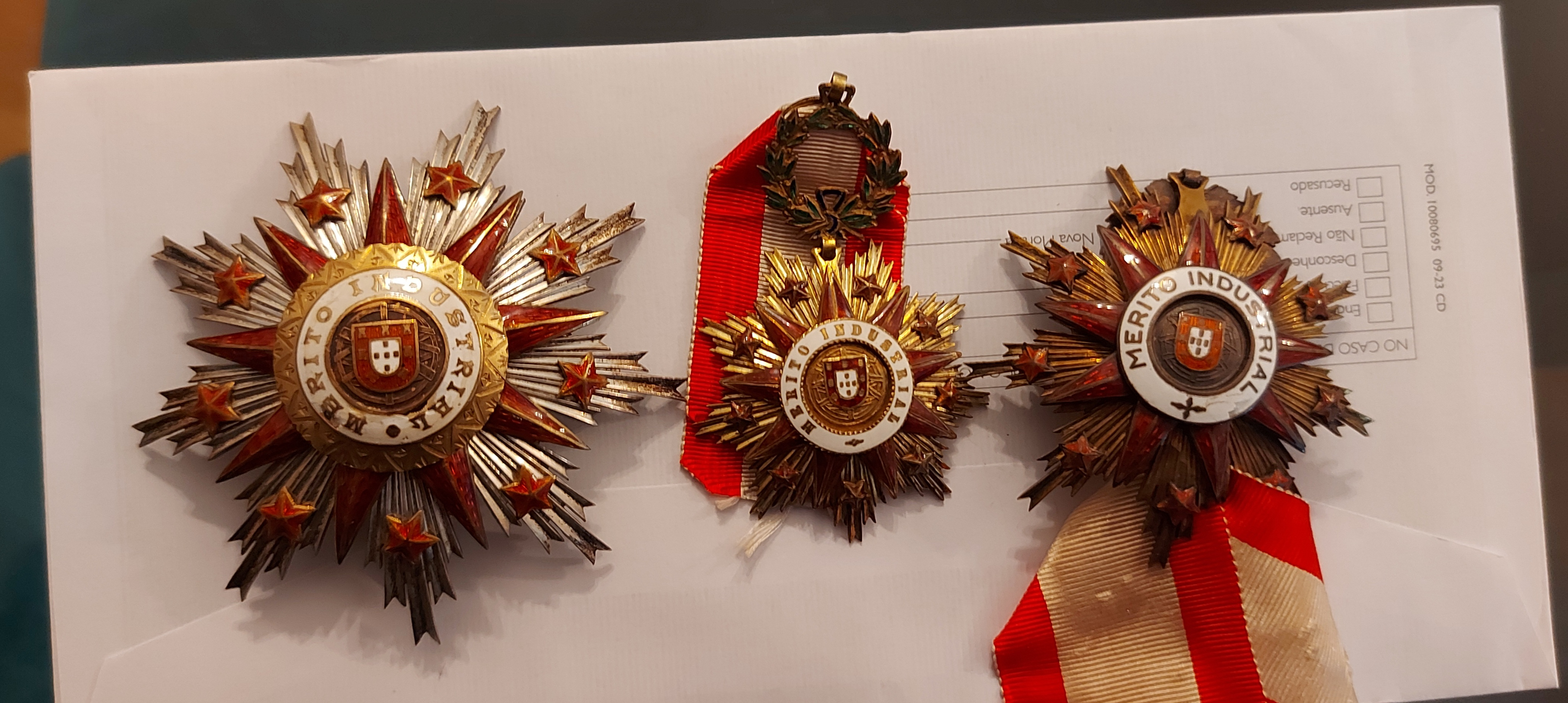
Medalhas de mérito Industrial atribuidas a António José Pinto de Oliveira

Em 1948, foi inaugurado o edifício onde eram produzidas as máquinas de costura Oliva que acabou por se tornar rival com uma das principais marcas internacionais Singer durando essa rivalidade cerca de três ou quatro décadas. Devido ao regime de laboração contínua, que foi aplicado durante oitenta anos, e a introdução de novos produtos, como os tubos e as banheiras, permitiu a criação  de um grande recinto industrial em 1987 que ocupava uma área de 130.000 m2.
Em 1950 foi construido o edifício administrativo que foi marcado pela sua arquitetura inovadora e qualidade formal, a característica mais notável desse edifício era a sua torre que tinha um relógio no topo. Mais tarde em 1960 foi construido o edifício de fabricos gerais que demonstrava um grande domínio dos novos materiais de construção.
No presente grande parte da fábrica está abandonada, mas uma pequena parte foi restaurada para se criar o museu Oliva Creative Factory.[carece de fontes?]

## Méritos/Ordem
Em 1943  a 4 de novembro foi atribuído a António José Pinto de Oliveira um mérito industrial e um grau de comendador; ambos foram atribuìdos devido à importância que a sua fábrica teve para a economia portuguesa

## Métodos de propaganda
Para além do principal método de propaganda utilizado pela Oliva, que incluía o posicionamento estratégico e abundante de anúncios luminosos, foi adotado outro plano de propaganda que se dirigia a quem se interessava mais pelo mercado das máquinas de costura, o feminino, que instituía a todas as mulheres que compravam uma máquina um curso de corte, costura e bordado. No final dos cursos havia uma festa onde eram entregues os diplomas às finalistas e fazia-se uma exposição dos trabalhos elaborados pelas alunas. Ao mesmo tempo a empresa promovia um concurso de "Vestidos de Chita"  e um célebre concurso que ocorria anualmente com uma eleição de uma "Miss Oliva".
Mais tarde a propaganda chegou a expandir se para a rádio e finalmente para a televisão onde passavam anúncios de grande qualidade gráfica, havendo também publicidade cinematográfica nos filmes "A Costureirinha da Sé" e "Sonhar É Fácil".